# Ron Griffin (cầu thủ bóng đá)
Ronald Henry George Griffin (18 tháng 10 năm 1919 – tháng 2 năm 1987) là một cầu thủ bóng đá người Anh thi đấu ở vị trí outside right tại Scottish League cho St Mirren. Ông cũng có một lần ra sân ở Football League cho Lincoln City.

## Thống kê sự nghiệp
| Câu lạc bộ     | Mùa giải       | Giải vô địch                   | Giải vô địch | Giải vô địch | Cúp  | Cúp | Tổng | Tổng |
| Câu lạc bộ     | Mùa giải       | Hạng đấu                       | Trận         | Bàn          | Trận | Bàn | Trận | Bàn  |
| -------------- | -------------- | ------------------------------ | ------------ | ------------ | ---- | --- | ---- | ---- |
| St Mirren      | 1937–38        | Scottish League First Division | 5            | 0            | 0    | 0   | 5    | 0    |
| Lincoln City   | 1938–39        | Third Division North           | 1            | 0            | 0    | 0   | 1    | 0    |
| Tổng sự nghiệp | Tổng sự nghiệp | Tổng sự nghiệp                 | 6            | 0            | 0    | 0   | 6    | 0    |